# Блаце (община Чучер)
Вижте пояснителната страница за други значения на Блаце.
Блаце (на македонска литературна норма: Блаце) е село в Северна Македония, в община Чучер (Чучер Сандево).

## География
Селото е разположено в областта Църногория - югозападните покрайнини на Скопска Църна гора, северно от столицата Скопие. В селото има граничен контролно-пропускателен пункт между Северна Македония и Косово.

## История
В края на XIX век според етническата карта на Васил Кънчов („Македония. Етнография и статистика“) Блаце е албанско село в Скопска каза на Османската империя.
След Междусъюзническата война в 1913 година селото попада в Сърбия.
На етническата си карта от 1927 година Леонард Шулце Йена показва Блаце (Blace) като албанско село.
На етническата си карта на Северозападна Македония в 1929 година Афанасий Селишчев отбелязва Блаце като албанско село.
Според преброяването от 2002 година Блаце има 972 жители.
| Националност     | Всичко |
| северномакедонци | 1      |
| албанци          | 968    |
| турци            | 0      |
| роми             | 0      |
| власи            | 0      |
| сърби            | 0      |
| бошняци          | 0      |
| други            | 3      |

## Личности
Родени в Блаце
- Шабан Сейдиу (р.1959). югославски борец, олимпийски медалист